# Zatín
Zatín (em húngaro: Zétény) é um município da Eslováquia, situado no distrito de Trebišov, na região de Košice. Tem 21,78 km² de área e sua população em 2018 foi estimada em 782 habitantes.

## Demografia
| Ano:        | 1994 | 2004   | 2014   | 2024    |
| ----------- | ---- | ------ | ------ | ------- |
| Broj ljudi: | 797  | 787    | 810    | 727     |
| Razlika:    |      | -1,25% | +2,92% | -10,24% |

| Ano:               | 2023 | 2024   |
| ------------------ | ---- | ------ |
| Número de pessoas: | 726  | 727    |
| Diferença:         |      | +0,13% |